# Kościół Niepokalanego Poczęcia Najświętszej Maryi Panny w Gościmiu
Kościół pw. Niepokalanego Poczęcia Najświętszej Maryi Panny w Gościmiu - katolicki kościół filialny znajdujący się w Gościmiu (gmina Drezdenko). 

## Architektura
Ceglana świątynia z transeptem, stojąca przy głównej ulicy wsi, zbudowana została w stylu neogotyckim i pochodzi z 1898. Pierwotnie była kościołem ewangelickim i stanęła w miejscu wcześniejszego obiektu sakralnego o nieznanej formie. Z uwagi na modernizację przeprowadzoną w latach 80. XX wieku pierwotne dekoracje wnętrza zostały zniszczone. W 2011 częściowo je odtworzono. W prezbiterium polichromie i monochromie wyobrażały elementy floralne i wici roślinne. Występowały także złocenia ceramicznych żeber sklepienia. Wystrój ten należał do najcenniejszych w rejonie Gorzowa i będzie poddawany dalszym renowacjom.

## Wyposażenie
Organy w kościele są dziełem Wilhelma Sauera z Frankfurtu nad Odrą. Powstały w 1898, wraz ze świątynią. Instrument posiada mechaniczną trakturę gry i połączeń oraz pneumatyczną trakturę rejestrów. Jest zdobiony motywami roślinnymi. Piszczałki cynkowe wstawiono w miejsce wcześniejszych z wysokoprocentowej cyny w 1917 (poprzednie zarekwirowano na cele wojenne). 

## Galeria

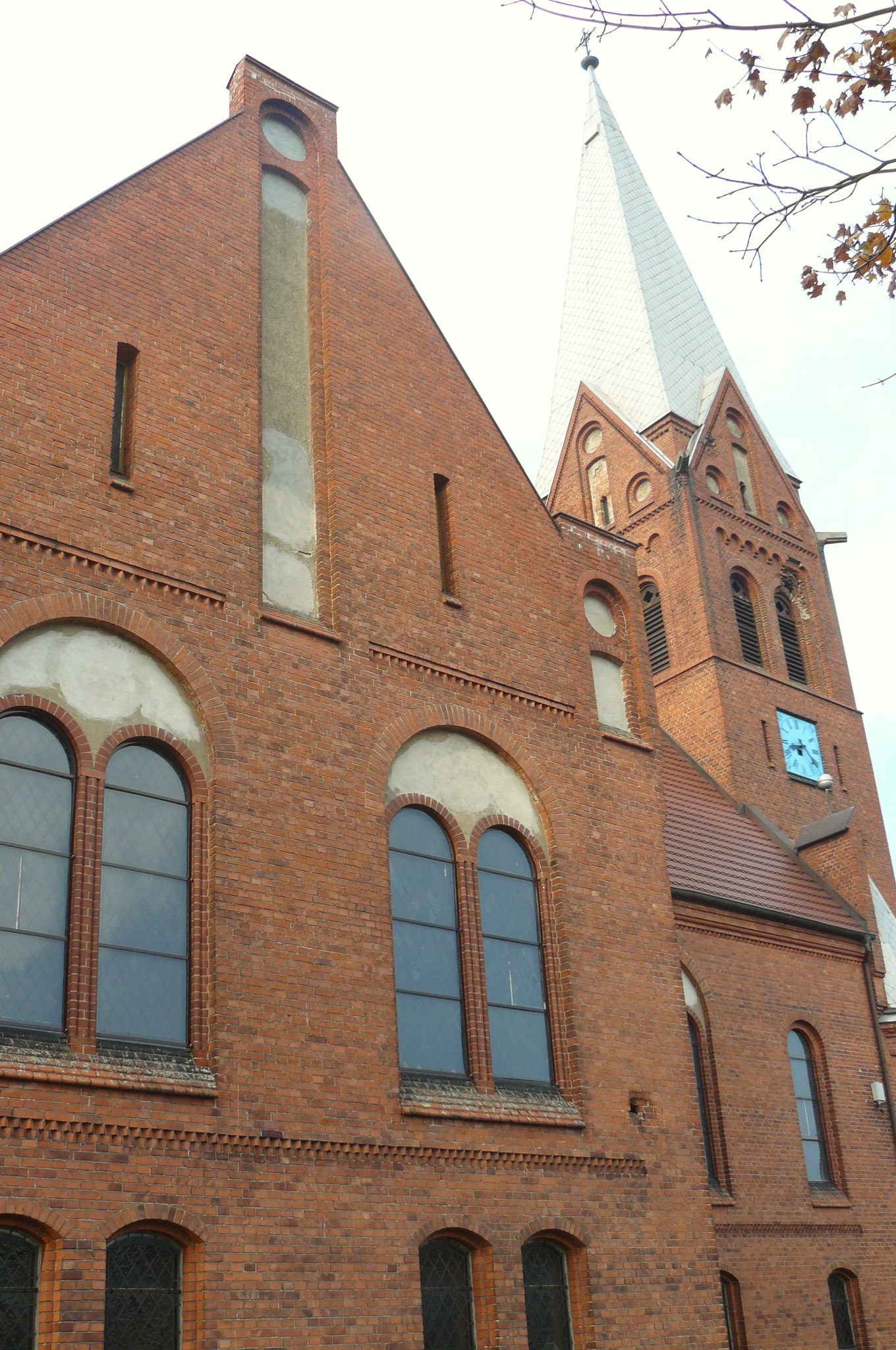
Detal elewacji
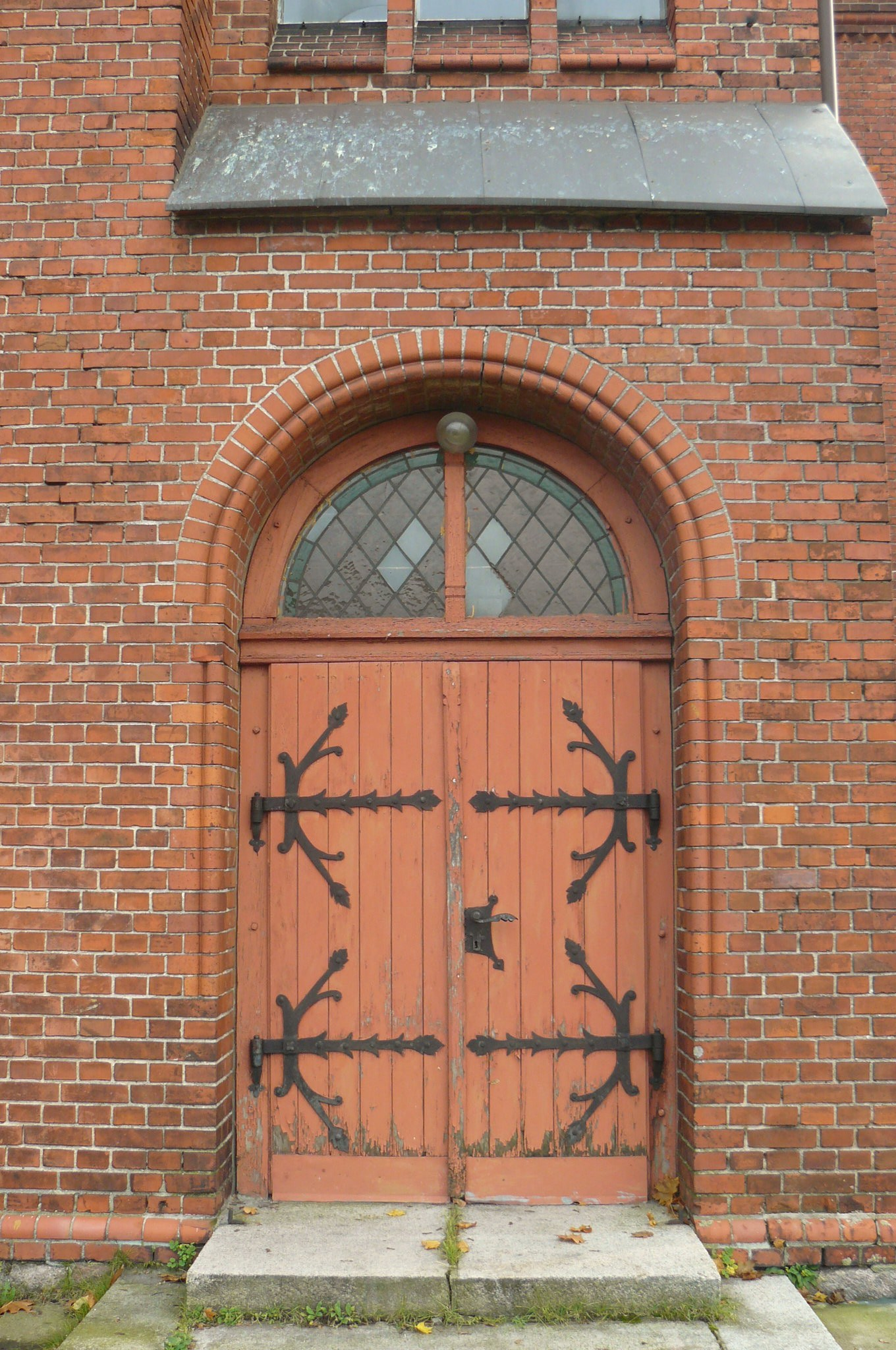
Drzwi
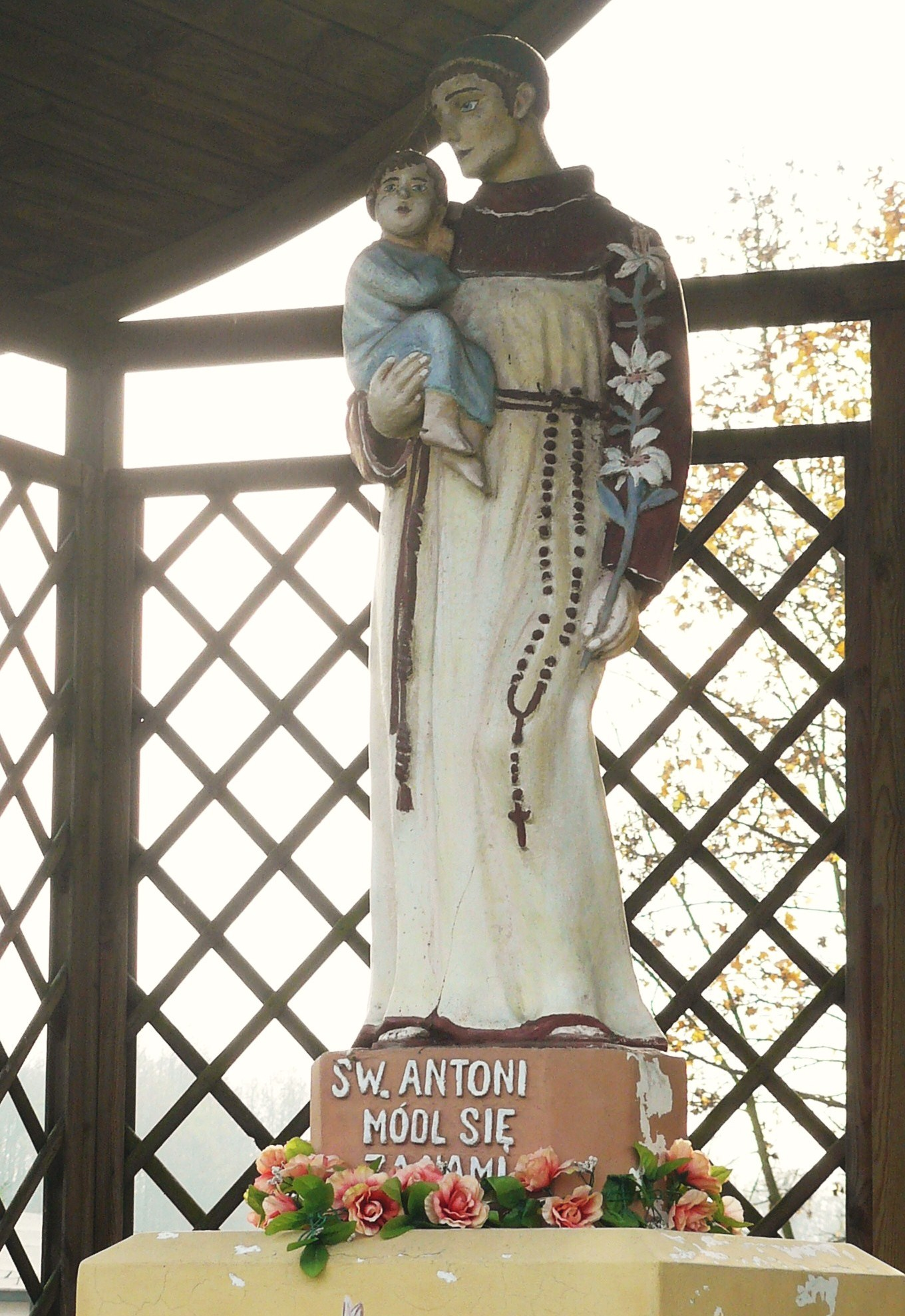
Figura św. Antoniego